# Semecarpus macrophyllus
Semecarpus macrophyllus är en sumakväxtart som beskrevs av Merrill. Semecarpus macrophyllus ingår i släktet Semecarpus och familjen sumakväxter. Inga underarter finns listade i Catalogue of Life.